# Противин
Противин (чеш. Protivín) — город в центральной части Чехии на территории района Писек Южночешского края, на левом берегу реки Бланице. Численность населения города составляет около 5 тысяч человек (на 1 января 2010 года).

## География
Город Противин находится в 13 километрах к юго-востоку от города Писек. К северо-востоку от Противина лежит гора Высоки Камык (627 м) с наблюдательной башней на её вершине. Город расположен на автомобильной и железнодорожной линии, соединяющей Писек и Ческе-Будеёвице.

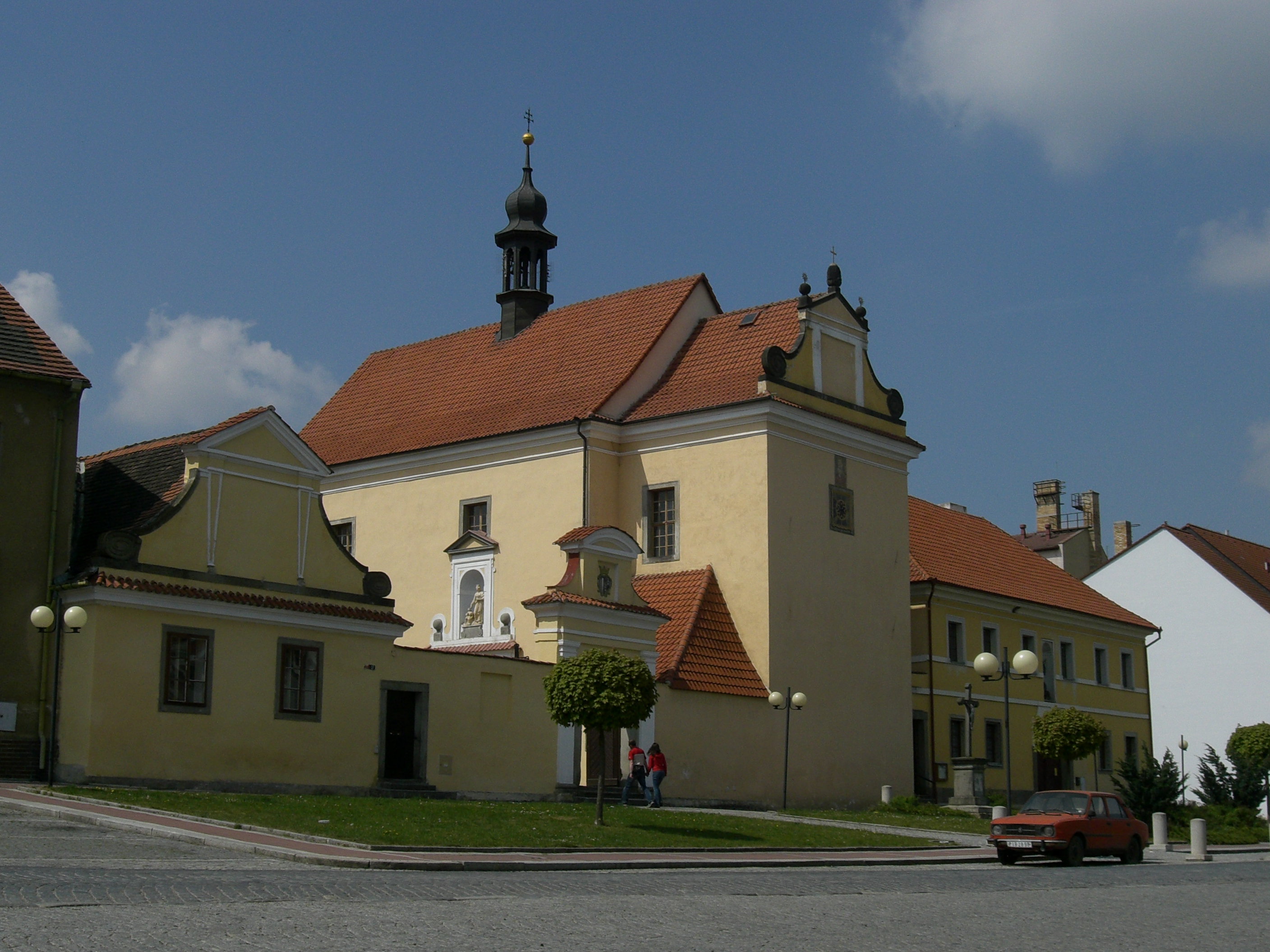
Провитин, костёл Святой Альжберты

## История
Деревня Противин возникла около 1260 года. Впервые упоминается в письменных источниках в 1282 году в качестве переданного во владение братьям Прюшенк фон Штеттенберг королевского лена. В 1334 году чешский король Карел I выкупил замок Противин у его хозяев. Позднее король Сигизмунд вновь передал его в частное владение, и Противин в течение XIV — первой половины XIX века сменил множество хозяев: им владели Ольдржих II из Рожмберка, Войтех I из Пернштейна, Андреас Унгнад цу Зоннегг (с 1515), Яхим из Градца и его потомки (с 1562), Йиржи Вратислав из Митровиц, род Ризенбергер фон Швинау (с 1660), с 1711 — князья Шварценберги и др.
В 1848 году Противин становится самоуправляющейся общиной, в 1850 году здесь проживало 1202 человека. После закрытия в Противине сахарного завода в середине XIX века здесь растёт безработица и, как следствие — эмиграция населения. В 1872 году выходцы из Противина создают поселение Противин в штате Айова, США. В 1899 году Противин получает статус города. Вплоть до национализации 1948 года семейство Шварценбергов владела Противинским дворцом, в котором затем размещались школа и дом отдыха.

## Население
| Год  | Численность | Численность |
| ---- | ----------- | ----------- |
| 1869 | 4362        | [ 5 ]       |
| 1880 | 5384        | [ 5 ]       |
| 1890 | 5135        | [ 5 ]       |
| 1900 | 5940        | [ 5 ]       |
| 1910 | 6273        | [ 5 ]       |
| 1921 | 6058        | [ 5 ]       |
| 1930 | 5781        | [ 5 ]       |
| 1950 | 4850        | [ 5 ]       |
| 1961 | 5202        | [ 5 ]       |
| 1970 | 4868        | [ 5 ]       |
| 1980 | 5248        | [ 5 ]       |
| 1991 | 4859        | [ 5 ]       |
| 2001 | 4952        | [ 5 ]       |
| 2011 | 4811        | [ 5 ]       |
| 2014 | 4934        | [ 6 ]       |
| 2016 | 4876        | [ 7 ]       |
| 2017 | 4879        | [ 8 ]       |
| 2018 | 4870        | [ 9 ]       |
| 2019 | 4830        | [ 10 ]      |
| 2020 | 4808        | [ 11 ]      |
| 2021 | 4760        | [ 12 ]      |
| 2022 | 4687        | [ 13 ]      |
| 2023 | 4801        | [ 14 ]      |
| 2024 | 4799        | [ 3 ]       |

## Города-побратимы
- Нойенег, Швейцария